# Goliathus kolbei
Goliathus kolbei är en skalbaggsart som beskrevs av Ernst Gustav Kraatz 1895. Goliathus kolbei ingår i släktet Goliathus och familjen Cetoniidae. Inga underarter finns listade i Catalogue of Life.